# Herreys

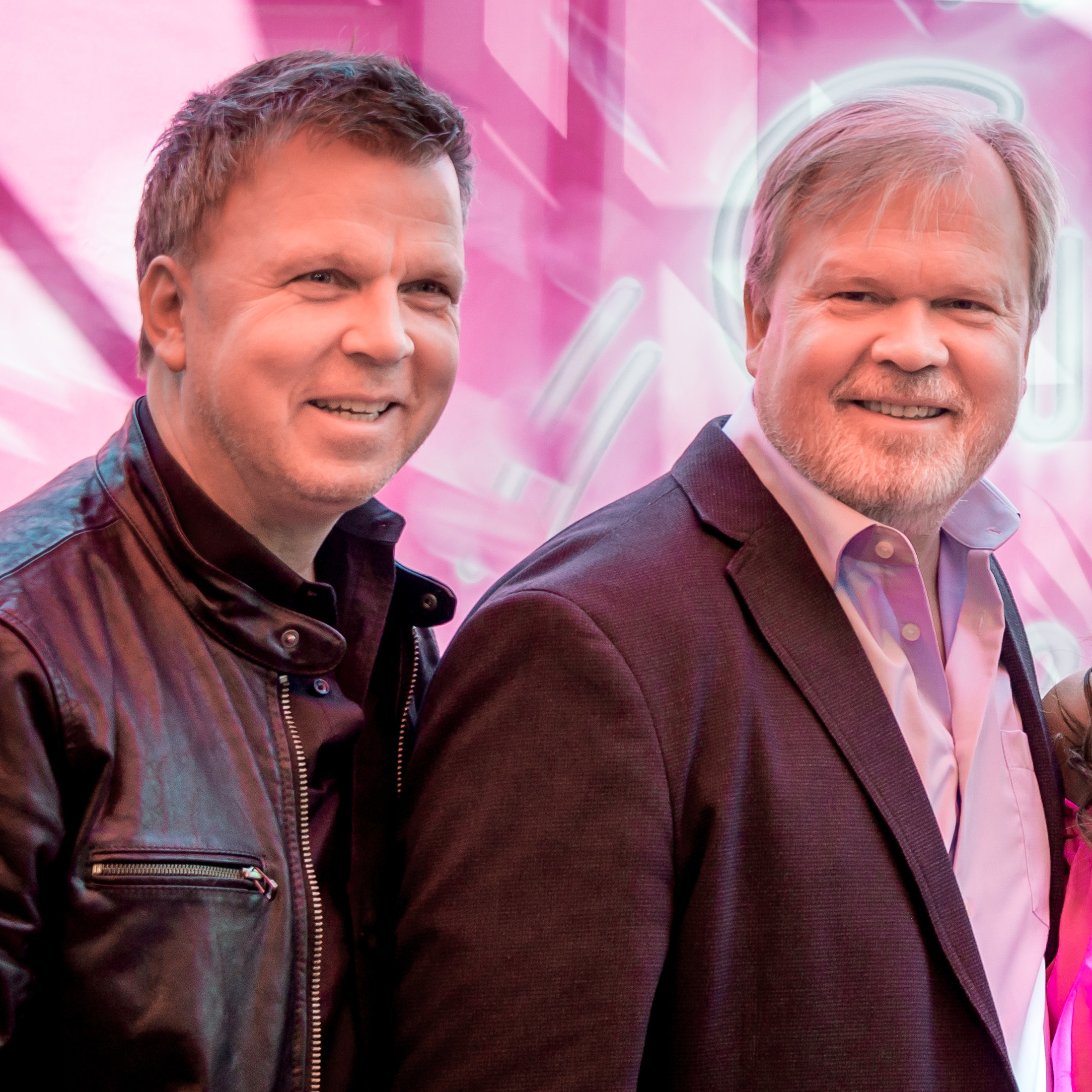
Richard & Per 2016

Herreys es un grupo sueco formado por los hermanos Herrey (Per, Richard y Louis). Ganaron el Festival de la Canción de Eurovisión de 1984 celebrado en Luxemburgo con la canción "Diggi-Loo Diggi-Ley", les reportó éxito en su país y en el resto de Europa (puesto 2 en las listas suecas, puesto 5 en las noruegas; alcanzó el puesto 10 en Suiza, el 11 en Alemania; el 18 en Dinamarca; y el 45 en Reino Unido).
Un año más tarde, ganaron el Festival Internacional de Sopot. Durante varios años, continuaron haciendo grabaciones y giras, pero no llegaron a obtener un éxito de similares características al de Eurovisión.
Su discografía se compone de 9 discos.